# Hortensius (comte d'Auvergne)
Hortensius est comte d'Auvergne de 516 à 532.
Hortensius se voit d'abord être un patricien et sénateur clermontois issu de l'aristocratie auvergnate, encore de culture romaine,. Il accède au titre de comte d'Auvergne par l'entremise du roi franc Thierry Ier qui mena une expédition punitive en Auvergne.
Il fut nommé comte deux fois au cours de son existence, la première entre 516 et 532 ; et une seconde fois fin 532. Cette dernière année, se voyant être une période de troubles marqua son remplacement par Sigewald.  Cette année vit pour l'Auvergne une succession de trois comtes, après les incidents des règnes de Sigewald et Becco, le roi franc Théodebert Ier souhaite relancer une période de paix et de stabilité pour l'Auvergne et choisit de rappeler, Hortensius, natif auvergnat, à ses fonctions de comte. Le but escompté marcha et une relance dynamique sur tous les points, sociaux et économiques, refit son apparition sur le territoire auvergnat.